# Merocystis kathae
Merocystis kathae is een soort in de taxonomische indeling van de Myzozoa, een stam van microscopische parasitaire dieren. Het organisme komt uit het geslacht Merocystis en behoort tot de familie Aggregatidae. Merocystis kathae werd in 1911 ontdekt door Dakin.